# Mesa con mantel, salero, taza dorada, pastel, jarra, plato de porcelana con aceitunas y aves asadas
Mesa con mantel, salero, taza dorada, pastel, jarra, plato de porcelana con aceitunas y aves asadas es un bodegón de la pintora flamenca Clara Peeters, realizado en 1611. Se encuentra en el Museo del Prado de Madrid (España).

## Descripción
Este cuadro representa un bodegón, la gran especialidad de Peeters entre las 39 obras que se encuentran inventariadas con su autoría, cuatro de ellas en el Museo del Prado, y muestra una mesa cubierta con un mantel de lino en el que se colocan diversos alimentos y vajillas. Las piezas domésticas son platos de peltre, una taza o salva con pie dorada, una copa roemer, un cuchillo repujado, así como un salero y un plato de porcelana, que suelen estar presentes en otras pinturas de Peeters. Los saleros eran una pieza de la vajilla muy apreciada durante siglos, debido al coste de la sal en la época anterior a la aparición de los métodos industriales de producción. A principios del siglo XVII, los comensales utilizaban la punta de un cuchillo, como el que aparece en este cuadro, para servirse pequeñas cantidades de este condimento. La jarra de color claro, que está en segundo plano, es un tipo de loza que se hacía en Siegburg, en la región del Rin de Alemania Occidental.
Los alimentos que se incluyen en la composición son un panecillo y un pastel horneados en el que podía haber carne o pescado condimentados. También se incluye una pieza de fruta, una ave asada y unas aceitunas, probablemente de la variedad manzanilla, que procedían del sur y suroeste de España, y eran un lujo en el norte de Europa.

## Historia
No existe una fecha certera de creación pero, según el estudio dendrocronológico, la comparación con otros cuadros de la autora y teniendo en cuenta características de la tabla, se estima que Peeters lo pintó en Amberes entre 1605 y 1611. Parece ser que, ya en su madurez, se centró en pintar una serie de bodegones entre los que se encuentra Mesa con mantel, salero, taza dorada, pastel, jarra, plato de porcelana con aceitunas y aves asadas. Son obras de estilo realista en contraposición con el idealismo de la tradición renacentista que muestran los gustos y costumbres de la sociedad acomodada europea de comienzos de la Edad Moderna y reflejan su apertura al mundo mediante el consumo de productos importados.
La obra fue inventariada en 1746 en la Colección Real Española de donde pasó a formar parte del Museo del Prado que posee otras tres obras, Bodegón con flores, copa de plata dorada, almendras, frutos secos, dulces, panecillos, vino y jarra de peltre, Bodegón con pescado, vela, alcachofas, cangrejos y gambas y Bodegón con gavilán, aves, porcelana y conchas, de las casi cuarenta que se conservan de Peeters. Estas cuatro obras formaron parte de El arte de Clara Peeters, primera exposición dedicada a una mujer pintora que organizó el Museo del Prado junto con el Museo Real de Bellas Artes de Amberes (Koninklijk Museum voor Schone Kunsten Antwerpen) en colaboración con el gobierno de Flandes y con el patrocinio de la Fundación AXA, entre octubre de 2016 y febrero de 2017.